# Josmar Zambrano
Josmar Jesús Zambrano Suárez (San Cristóbal, Venezuela, 9 de junio de 1992) es un futbolista venezolano nacionalizado español, que juega como centrocampista en el Portuguesa Fútbol Club de la Primera División de Venezuela.

## Carrera
Zambrano firmó su primer contrato profesional, el 28 de agosto de 2010 con el primer equipo-equipo. Zambrano hizo su debut profesional en Tenerife en la segunda ronda de la 2010-11 Copa del Rey, en un partido contra el Elche el 1 de septiembre del 2010. Su debut llegó el 10 de octubre, en una derrota por 3-1 ante el Barcelona B.
En enero de 2013 los dirigentes del Recreativo hicieron oficial la incorporación del medio ofensivo venezolano, quien se vincula a la entidad blanquiazul hasta junio de 2015 tras rescindir, días atrás, su contrato con el Tenerife. Con el primer plantel isleño disputó, desde su debut en la campaña 10/11, un total de 10 partidos. Zambrano no actuará en el cuadro onubense de manera inmediata, ya que fue cedido de inmediato al San Roque de Lepe donde compartió la volante con el argentino Sebastián Nayar, se fue con la intención de que el joven valor continué su formación como futbolista disfrutando de minutos en un equipo de Segunda División "B". A inicios del 2014 vuelve al Reacreativo siendo dirigido por el ex Barcelona Sergi Barjuan, compartiendo el mediocampo con el chileno Felipe Gallegos siendo presentado con el número 29.
En 2014, luego de regresar de su cesión, es traspasado al Deportivo La Guaira e inmediatamente cedido al Zulia para formar parte de la reestructuración del equipo zuliano de la mano de César Farias como presidente del club. Con dicho equipo se convirtió en campeón del Torneo Clausura y de la Copa Venezuela en 2016. En enero de 2017 se une al Deportivo Táchira, y en diciembre del mismo año, al finalizar su contrato, se incorpora a Metropolitanos.

## Clubes
| Club                       | País      | Temporadas    | PJ | Goles |
| -------------------------- | --------- | ------------- | -- | ----- |
| Tenerife B                 | España    | 2009 - 2010   | 16 | 0     |
| Tenerife                   | España    | 2010 - 2012   | 12 | 0     |
| Zamora (Cesión)            | Venezuela | 2012          | 13 | 0     |
| Tenerife                   | España    | 2013          | 1  | 0     |
| Recreativo B               | España    | 2013          | 5  | 0     |
| San Roque (cesión)         | España    | 2013          | 8  | 0     |
| Recreativo                 | España    | 2014          | 5  | 0     |
| Deportivo La Guaira        | Venezuela | 2014          | 0  | 0     |
| Zulia FC (cesión)          | Venezuela | 2015 - 2016   | 47 | 2     |
| Deportivo Táchira          | Venezuela | 2017          | 20 | 0     |
| Metropolitanos Fútbol Club | Venezuela | 2018          | 33 | 1     |
| Estudiantes de Caracas     | Venezuela | 2019          | 18 | 1     |
| Mineros de Guayana         | Venezuela | 2020          | 16 | 1     |
| Defensores de Belgrano     | Argentina | 2021          | 1  | 0     |
| JJ Urquiza                 | Argentina | 2021          | 5  | 0     |
| Aragua Fútbol Club         | Venezuela | 2022          | 10 | 0     |
| Ureña SC                   | Venezuela | 2023          | 25 | 5     |
| Deportivo Miranda          | Venezuela | 2024          | 9  | 0     |
| Real Frontera Sport Club   | Venezuela | 2024          | 8  | 2     |
| Portuguesa Fútbol Club     | Venezuela | 2025-presente | 0  | 0     |

## Palmarés

### Campeonato Nacionales
| Título          | Club                | País      | Año  |
| --------------- | ------------------- | --------- | ---- |
| Copa Venezuela  | Deportivo La Guaira | Venezuela | 2014 |
| Copa Venezuela  | Zulia FC            | Venezuela | 2016 |
| Torneo Clausura | Zulia FC            | Venezuela | 2016 |